# Labuntsovita-Mn
La labuntsovita-Mn és un mineral de la classe dels silicats, que pertany al grup de la labuntsovita. Rep el nom dels mineralogistes russos Aleksander Nikolaevich Labuntsov i Ekaterina Eutiikkieva Labuntsov-Kostyleva. Aquesta és la labuntsovita original. Ara es designa labuntsovita-Mn degut al domini del manganès entre els cations divalents.

## Característiques
La labuntsovita-Mn és un silicat de fórmula química Na₄K₄(Ba,K)₂Mn2+(Ti,Nb)₈(Si₄O₁₂)₄(O,OH)₈·10-12H₂O. Cristal·litza en el sistema monoclínic. La seva duresa a l'escala de Mohs és 6.
Segons la classificació de Nickel-Strunz, pertany a «09.CE - Ciclosilicats amb enllaços senzills de 4 [Si₄O₁₂]8- (vierer-Einfachringe), sense anions complexos aïllats» juntament amb els següents minerals: papagoïta, verplanckita, baotita, nagashimalita, taramel·lita, titantaramel·lita, barioortojoaquinita, byelorussita-(Ce), joaquinita-(Ce), ortojoaquinita-(Ce), estronciojoaquinita, estroncioortojoaquinita, ortojoaquinita-(La), nenadkevichita, lemmleinita-K, korobitsynita, kuzmenkoïta-Mn, vuoriyarvita-K, tsepinita-Na, karupmøllerita-Ca, labuntsovita-Mg, labuntsovita-Fe, lemmleinita-Ba, gjerdingenita-Fe, neskevaaraïta-Fe, tsepinita-K, paratsepinita-Ba, tsepinita-Ca, alsakharovita-Zn, gjerdingenita-Mn, lepkhenelmita-Zn, tsepinita-Sr, paratsepinita-Na, paralabuntsovita-Mg, gjerdingenita-Ca, gjerdingenita-Na, gutkovaïta-Mn, kuzmenkoïta-Zn, organovaïta-Mn, organovaïta-Zn, parakuzmenkoïta-Fe, burovaïta-Ca, komarovita i natrokomarovita.

## Formació i jaciments
Va ser descrita amb mostres de dos indrets diferents de l'óblast de Múrmansk (Rússia): Yum'egor Pass, al massís de Khibini, i la pegmatita núm. 19 de la muntanya Kuftnyun, al districte de Lovozero. També ha estat descrita en altres indrets de l'óblast de Múrmansk, així com al Canadà, els Estats Units i Namíbia.